# Do You Want to Dance
«Do You Want to Dance» — песня, написанная американским певцом Бобби Фриманом в 1958 году. Позднее песня неоднократно перезаписывалась различными исполнителями.

## Версия Бетт Мидлер
Одной из самых известных версий является версия Бетт Мидлер, которая записала песню для своего дебютного студийного альбома The Divine Miss M. В отличие от оригинальной и многих других версий, версия песни Мидлер была не рок-н-ролльной, а скорее балладной. Дебютный сингл новоиспечённой артистки смог попасть в топ-20 чарта американского Billboard Hot 100, а также покорить вершину канадского чарта AC.

## Позиции в хит-парадах
Еженедельные чарты:
| Хит-парад (1972)                   | Высшая позиция |
| ---------------------------------- | -------------- |
| Австралия (Kent Music Report)      | 10             |
| Канада (RPM Top Singles)           | 18             |
| Канада (RPM Adult Contemporary)    | 1              |
| США (Billboard Hot 100)            | 17             |
| США (Billboard Adult Contemporary) | 8              |

Годовые чарты:
| Хит-парад (1973)                | Позиция |
| ------------------------------- | ------- |
| США (Billboard Top Pop Singles) | 76      |